# Sam Ehlinger
Samuel George Ehlinger (Austin, 30 settembre 1998) è un giocatore di football americano statunitense che milita nel ruolo di quarterback per i Denver Broncos della National Football League (NFL).
Fu selezionato nel corso del 6º giro (218º assoluto) del Draft NFL 2021 dai Colts. Al college giocò a football per Texas.

## Carriera

### Indianapolis Colts
Ehlinger al college giocò a football a Texas. Fu scelto nel corso del sesto giro (218º assoluto) nel Draft NFL 2021 dagli Indianapolis Colts. Il 2 settembre fu inserito in lista infortunati per un problema al legamento crociato anteriore, tornando nel roster attivo il 19 ottobre. Nella sua stagione da rookie disputò 3 partite da subentrato, correndo 9 yard.
Dopo una sconfitta nella settimana 7 della stagione 2022, il capo-allenatore Frank Reich annunciò che Matt Ryan aveva riportato un infortunio alla spalla e che Ehlinger sarebbe diventato il quarterback titolare per il resto della stagione. Nella prima gara come partente completò 17 passaggi su 23 per 201 yard e perse un fumble nella sconfitta contro i Washington Commanders per 17-16. Dopo una sconfitta per 26-3 contro i New England Patriots, dove Ehlinger lanciò solamente 103 yard e un intercetto, Frank Reich fu licenziato e il capo-allenatore ad interim Jeff Saturday annunciò che Ryan sarebbe tornato titolare contro i Las Vegas Raiders.